# Породица (мини-серија)
Породица је српска телевизијска мини-серија која бележи последице свргавања Слободана Милошевића. Сценарио и режију потписује Бојан Вулетић. Серију је премијерно приказивао Суперстар ТВ између 29. марта и 2. априла 2021. године.

## Радња
Главни ток радње се одвија око 2001. године, а прати последњих 48 сати заједничког живота Слободана Милошевића са породицом на слободи до момента његовог хапшења и каснијег изручења Хашком трибуналу.
Под опсадом полиције, новинара и демонстраната, породица Милошевић и њихови пријатељи и сарадници, налазе се у вили Мир на Дедињу, без икакве контроле над ситуацијом, а непредвидљиве људске реакције излазе на површину.

## Улоге

### Историјске улоге
| Глумац              | Улога                   |
| ------------------- | ----------------------- |
| Борис Исаковић      | Слободан Милошевић      |
| Мирјана Карановић   | Мира Марковић           |
| Тијана Марковић     | Марија Милошевић        |
| Уликс Фехмију       | Зоран Ђинђић            |
| Светозар Цветковић  | Војислав Коштуница      |
| Милан Марић         | Чеда Јовановић          |
| Радован Вујовић     | Владимир Беба Поповић   |
| Ненад Ћирић         | Момчило Перишић         |
| Гордан Кичић        | Бранислав Ивковић       |
| Катарина Жутић      | Славица Ђукић Дејановић |
| Милутин Караџић     | Небојша Павковић        |
| Вук Костић          | Милорад Улемек Легија   |
| Марко Баћовић       | Тома Фила               |
| Милош Тимотијевић   | Богољуб Бјелица         |
| Игор Боројевић      | Синиша Вучинић          |
| Миодраг Крчмарик    | Бранко Манасијевић      |
| Саша Торлаковић     | Душан Михајловић        |
| Љубиша Савановић    | Момир Булатовић         |
| Дамјан Кецојевић    | Горан Петровић          |
| Оливера Викторовић  | Борка Вучић             |
| Александар Вучковић | Марко Милошевић         |
| Дубравко Јовановић  | Љубиша Ристић           |

### Остале улоге
| Глумац               | Улога                                |
| -------------------- | ------------------------------------ |
| Светлана Бојковић    | симпатизерка Милошевића              |
| Љубомир Бандовић     | Костић, уредник на телевизији        |
| Дубравка Ковјанић    | Љиља, заменик уредника на телевизији |
| Исидора Симијоновић  | новинарка Наташа                     |
| Јана Бјелица         | послуга у вили Мир                   |
| Александар Стојковић | таксиста                             |
| Сава Стојановић      | Миша                                 |
| Олга Одановић        | Јованка                              |
| Ненад Гвозденовић    | заменик начелника УПБОК-а            |
| Никола Петровић      | гардиста Врањеш                      |
| Љубиша Милишић       | полицајац Стошић                     |
| Милан Чучиловић      | истражни судија Чавлина              |
| Мирко Јокић          | Оги                                  |
| Милош Лазић          | Новак                                |
| Жељко Максимовић     | полицајац Поткрајац                  |
| Милан Никитовић      | полицијски инспектор                 |
| Радослав Миленковић  | управник затвора                     |
| Владимир Тагић       | шеф деска                            |
| Александар Алач      | Душан                                |
| Јелена Граовац       | Јелена                               |
| Дејан Цицмиловић     | генерал Бојовић                      |
| Тања Крчмарик        | секретарица председника СРЈ          |
| Сандра Бугарски      | монтажерка                           |
| Миодраг Крстовић     | спикер                               |
| Миодраг Ракочевић    | саветник у Коштуничином кабинету     |
| Биљана Тодоровић     | спикерка                             |
| Балша Голубовић      | дечак                                |
| Чедомир Штајн        | саветник у Коштуничином кабинету     |
| Иван Видосављевић    | саветник у Коштуничином кабинету     |
| Ненад Вулевић        | саобраћајац с воки токијем           |

## Епизоде
| Бр. еп. | Наслов    | Редитељ       | Сценариста    | Премијера      |
| --- | --------- | ------------- | ------------- | -------------- |
| 1 | Епизода 1 | Бојан Вулетић | Бојан Вулетић | 29. март 2021. |
| Крајем марта 2001. године подигнута је кривична пријава против Слободана Милошевића, бившег председника Србије и СР Југославије. Слободан је у вили са супругом Миром и ћерком Маријом, и великом групом оданих следбеника. Вилу формално обезбеђује војска, а испред виле су и хиљаде Милошевићевих присталица које су ту да би спречиле његово хапшење. Републичке власти, које су и иницирале процес против Милошевића, одлучне су у намери да га приведу. Млада новинарка, Наташа, добије задатак да извештава о Милошевићевом хапшењу. Када се нађе на лицу места суочи се са тиме да су званичне вести које чује с других медија потпуно супротне у односу на оно што види својим очима. |           |               |               |                |
| 2 | Епизода 2 | Бојан Вулетић | Бојан Вулетић | 30. март 2021. |
| Велике полицијске снаге су опколиле вилу у којој се налази Слободан Милошевић са породицом и својим следбеницима. Млада новинарка Наташа суочава се с чињеницом да је релевантна вест та да је Милошевић ухапшен, а не то што је видела да се Милошевић обратио својим присталицама које су испред виле и настоје да спрече његово хапшење. Ситуација у Милошевићевој кући је напета. Стигао је и његов адвокат Тома Фила који му каже да је испред куће и Легија, командант специјалних јединица чији је задатак да ухапси Милошевића. С том чињеницом Милошевић не може да се помири, јер верује да је Легија остао веран њему.                                                              |           |               |               |                |
| 3 | Епизода 3 | Бојан Вулетић | Бојан Вулетић | 31. март 2021. |
| Републичке власти Србије траже сарадњу од Војислава Коштунице, председника СР Југославије, у хапшењу Слободана Милошевића. Коштуница је резервисан према тој акцији, јер је незадовољан тиме што је она вођена без његове пуне информисаности и пристанка. Специјални изасланик Владе Србије је млади политичар, Чедомир Јовановић, којег у Милошевићевој вили дочекују с пуно непријатељства и неповерења. Адвокат Тома Фила тражи од Јовановића гаранцију да Милошевић неће бити предат међународном суду у Хагу. И адвокат и Милошевић нису сигурни у Јовановићев ауторитет, јер он нема никакву званичну државну функцију.                                                                 |           |               |               |                |
| 4 | Епизода 4 | Бојан Вулетић | Бојан Вулетић | 1. април 2021. |
| Слободан Милошевић и његова породица обележили су читаву деценију и оставили неизбрисив траг у народу. И сада, током последњих часова које проводи на слободи, Милошевићева судбина утиче на животе обичних људи. Млада новинарка добија шансу свог живота; пензионерка се суочава са крахом свега у шта је веровала; нова кућна помоћница у вили "Мир" проживљава породичну трагедију породице Милошевић из прве руке. Након дугих, непредвидивих и опасних преговора, Милошевић и Јовановић успевају да пронађу заједнички језик. |           |               |               |                |
| 5 | Епизода 5 | Бојан Вулетић | Бојан Вулетић | 2. април 2021. |
| После три дуга и напета дана, Слободан Милошевић одлучује да се преда мирно и без отпора. Чланови породице Милошевић проводе последње заједничке моменте на слободи. У пратњи Чедомира Јовановића, Милорада Улемека Легије и адвоката Томе Филе, Слободан Милошевић одлази у Централни затвор у Београду. Породица Милошевић и њихови следбеници, као и премијер Ђинђић и његови сарадници, али и обични грађани, схватају да је на помолу неко ново доба и да више ништа неће бити исто. |           |               |               |                |

## Критике
Српски режисер и глумац Радош Бајић негативно је критиковао ову мини-серију. Иако — како он каже — никада то не критикује радове својих колега, он је написао негативну критику за дневник Политику.
„Елем, најдобронамерније сам зачуђен да аутори  и продуценти „Породице” нису у драмском сучељавању хтели да покажу и прикажу, и ту трећу, можда најважнију и најзаинтересованију страну за расплет и исход једне од најтрагичнијих и најжалоснијих епизода у савременој српској историји? Када један народ бива присиљен да испоручи и преда на даље поступање председника сопствене државе – другим државама? Уз обману и обећања – за која двадесет година касније видимо да су била лаж? Огромна и масна лаж! А словило је тих дана и месеци – да ће нас Европска унија уз климоглав великог брата из САД, брже-боље и по хитном поступку наградити и примити у своје друштво? Да ће нас засути доларима, францима и еврима?”

## Реакције актера
Син Боре Милошевића Светозар, братанац Слободана Милошевића, за Информер је рекао да због болних сећања неће гледати серију, али је додао да му она лично не смета и да о породици Милошевић тек треба да се сними прича заснована на објективним чињеницама. Том приликом је рекао да је чуо да се његовој сестри од стрица Марији и брату од стрица Марку серија уопште не допада, и да им је засметала.